# Elektrostal
Elektrostal (en ruso: Электросталь) es una ciudad rusa situada en el óblast de Moscú, en la región de Meshchiev, a 58 kilómetros este de la capital Moscú. Desde su fundación ha sido un gran centro industrial, con complejos metalúrgicos, químicos y mecánicos.
Su población en el censo de 2021 era de 158 508 habitantes.
Hasta 1928 fue conocida como Zatishye.

## Etimología
Fue conocida como Zatishye (en ruso: Затишье, lit. tranquilo) hasta 1928, año en el que su nombre fue cambiado a Elektrostal, cuyo origen está en las palabras rusas Электро (Electro) de electricidad y Сталь (Stal) de acero.

## Historia
En 1916, la sociedad anónima Elektrostal inició la construcción de una fábrica metalúrgica de aceros especiales cerca de la aldea rural de Zatichiye, que en agosto de 2012 sufrió la explosión de un horno que derramó metal fundido al ambiente.
Recibió el estatus de municipio urbano en 1928 y su nombre actual, y ya en 1938 se le concedió el estatus de ciudad.[cita requerida]

### Estatuto administrativo y municipal
Según la organización territorial de Rusia, se administra como ciudad de importancia regional, bajo jurisdicción de un óblast, como Distrito Urbano de Elektrostal, una unidad administrativa con el mismo estatus que el de los distritos. 

### Escudo de armas
El blasón de la ciudad es (según resolución nº 75/29 del Consejo de la Cámara de Diputados de Elektrostal del 5 de diciembre de 1996): en rojo la figura de Hefesto con vestido dorado, diadema dorada y sandalias, con ambas manos sosteniendo un martillo negro golpeando sobre un yunque dorado de pie, del cual surgen dos relámpagos dorados de dos órbitas delgadas y alargadas cruzadas en un átomo dorado.

## Economía
Como sugiere su nombre, es un centro de la industria siderúrgica, metalurgia y fabricación de maquinaria pesada, establecido en la ciudad durante la Primera Guerra Mundial y que comenzó a producir poco después de la Revolución de Octubre. Durante la Segunda Guerra Mundial, en 1941, debido a la invasión alemana, se trasladaron otras muchas instalaciones industriales pesadas desde Ucrania.
Cuenta con industrias pesadas y químicas, así como una fábrica para la producción de combustible nuclear (Elemasch), que pertenece al grupo TWEL. La ciudad también es el punto final de la línea eléctrica trifásica de 1150 kV procedente de la central eléctrica de Ekibastuz. Es probable que esta línea sea el sistema de transmisión de energía diseñado para dl voltaje de transmisión más alto de todas las líneas de alto voltaje actualmente existentes y en operación comercial. Sin embargo, actualmente sólo funciona a 400 kV.
La Corporación Rusa de Radiodifusión también explota cerca de la localidad una radio de onda media con una potencia de transmisión de hasta 1.200 kilovatios.
Las principales empresas incluyen:
- Fábrica metalúrgica Elektrostal
- Fábrica químico-mecánica de Elektrostal
- Elektrostal Heavy Engineering Works, JSC es un diseñador y fabricante de equipos para la producción de materiales de acero laminados en caliente, laminados en frío y soldados sin costura, así como de equipos metalúrgicos.
- MSZ, también conocido como Elemash, el mayor productor ruso de conjuntos de barras de combustible para centrales nucleares, que se exportan a muchos países de Europa.

El primer sistema de defensa antimisiles S-400 Triumf se desplegó en la ciudad y comenzó a estar plenamente operativo el 1 de julio de 2007. 

### Transporte

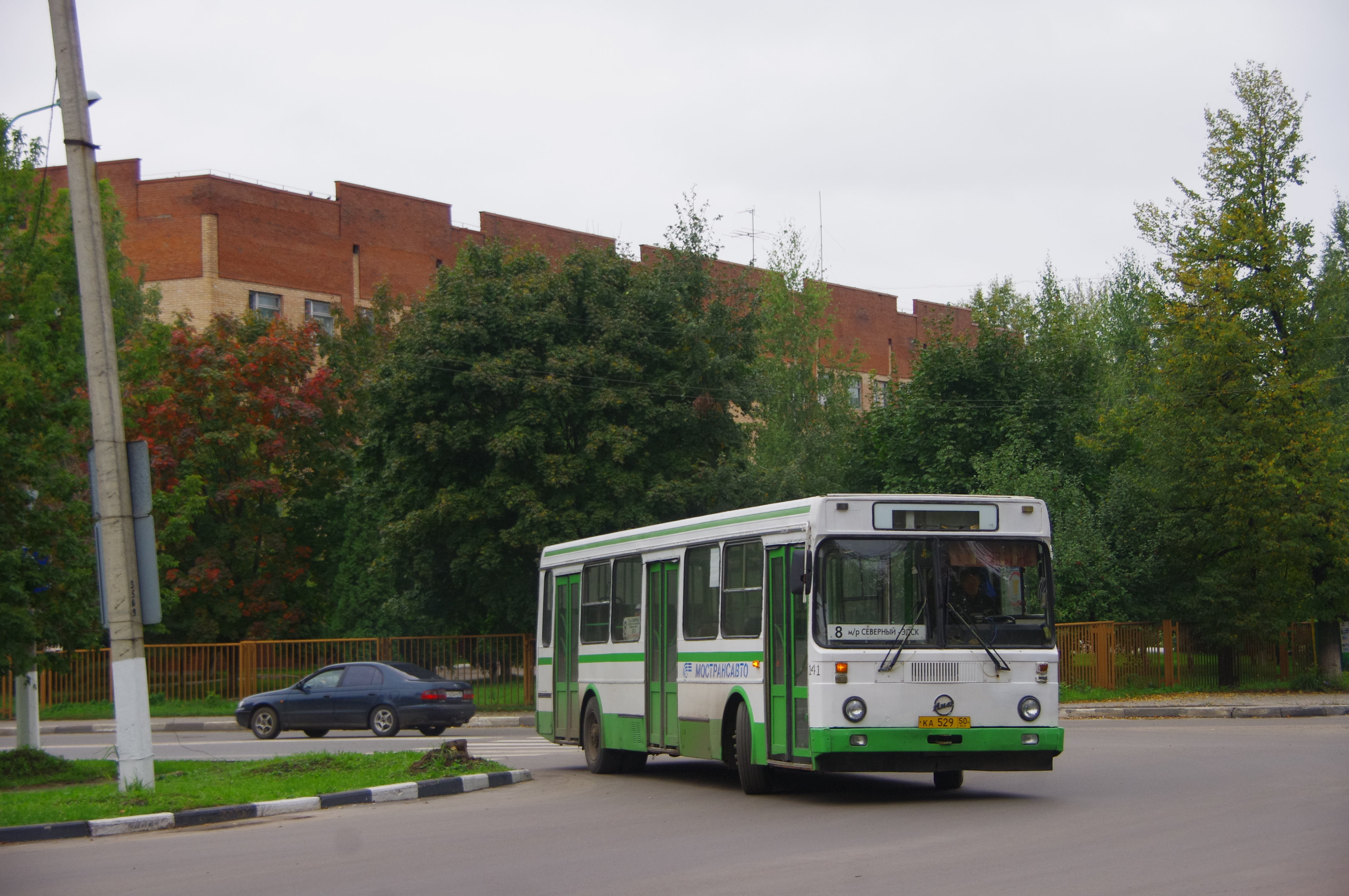
Autobús LiAZ-5256

La ciudad está conectada mediante trenes eléctricos suburbanos Elektrichka a la terminal ferroviaria Kursky de Moscú con una duración del viaje de 1 hora y 20 minutos. Los autobuses de larga distancia unen Elektrostal con Noginsk, Moscú y otras ciudades cercanas. El transporte público local incluye autobuses.

## Deportes

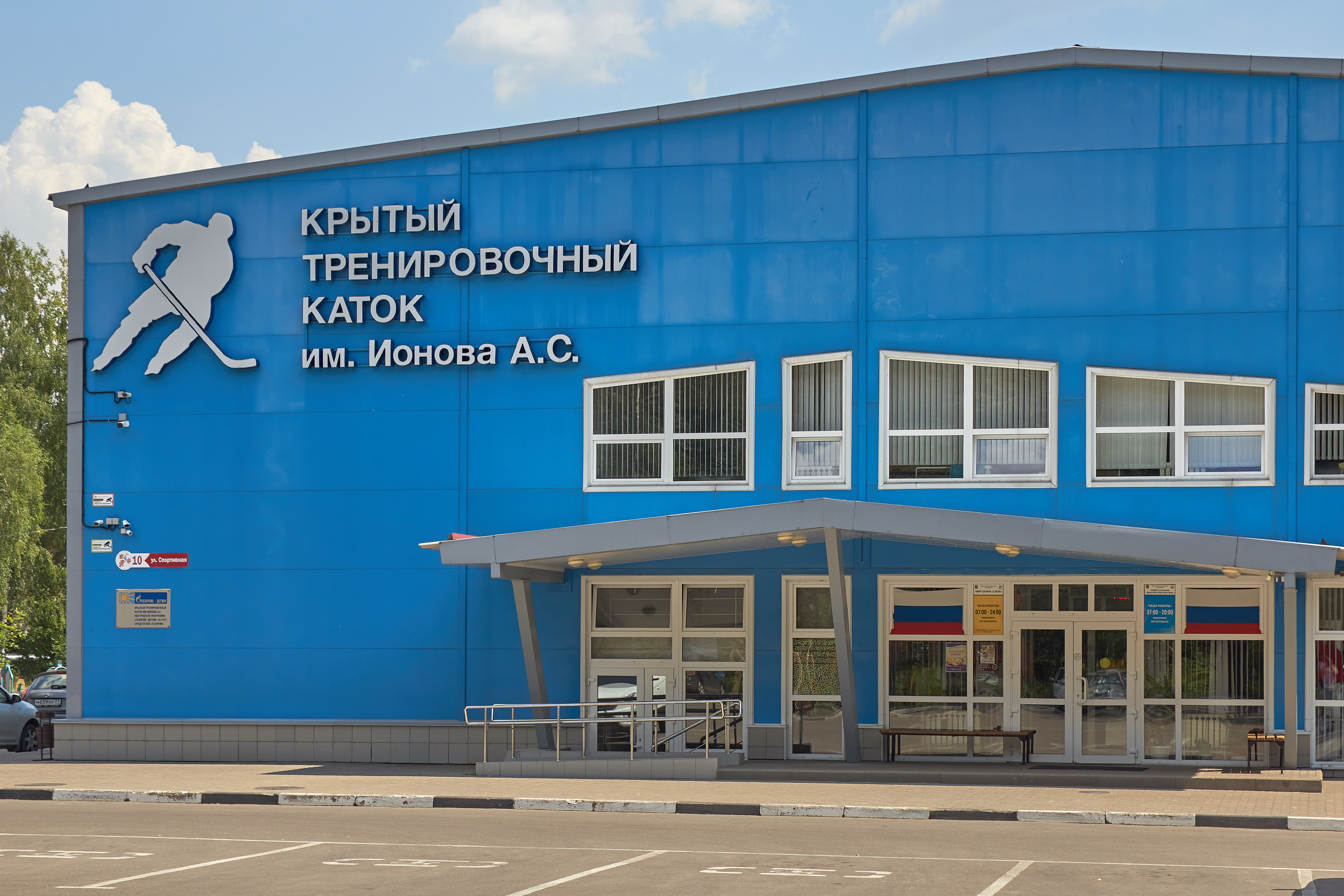
Pista de hielo cubierta A. Ionov.

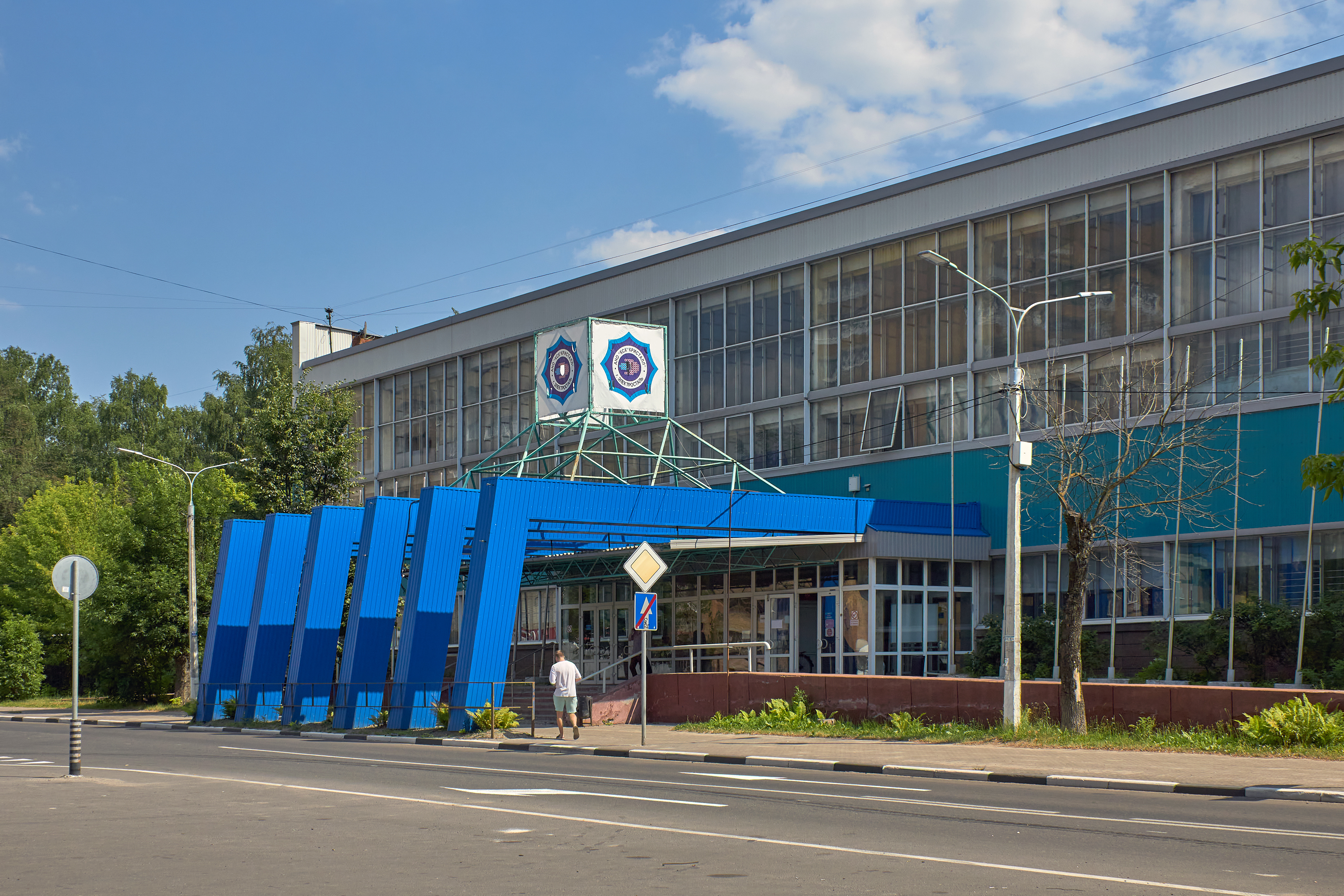
Piscina «Kristall» - escuela de la reserva olímpica: saltos, natación sincronizada, natación.

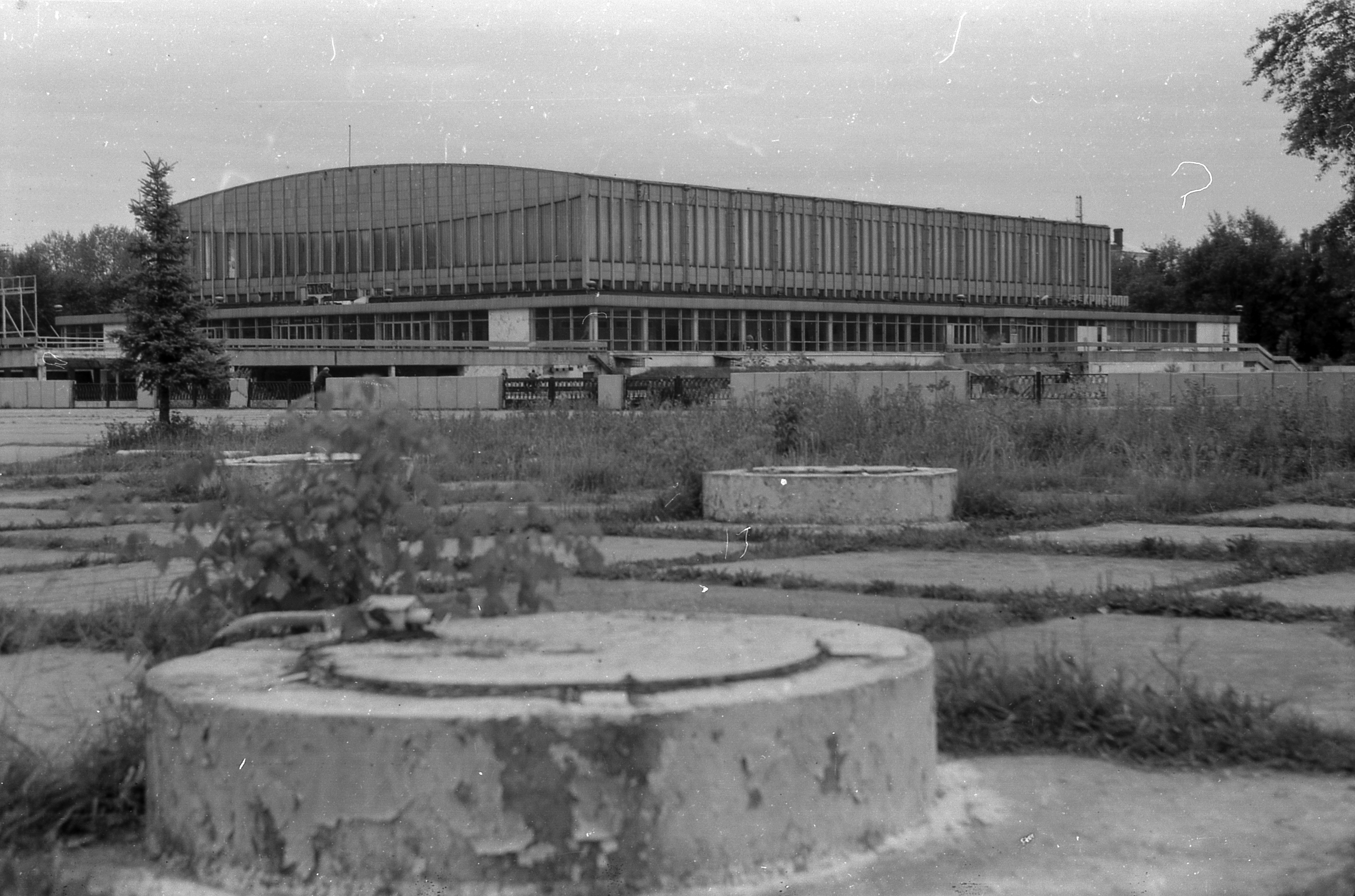
Equipo local de hockey Kristall Elektrostal - Ledovyi Dvorets Sporta «Kristall» en el año 1995.

En 1949 se fundó el equipo de hockey sobre hielo Kristall Elektrostal que juega en la Liga de Hockey Juvenil División B. 

## Miscelánea
La ciudad también es conocida por su torre de radio de 215 metros de altura en desuso, desde lo alto de la cual muchas personas toman fotos o se graban.

## Personas notables
- Yevgeni Malkov, futbolista

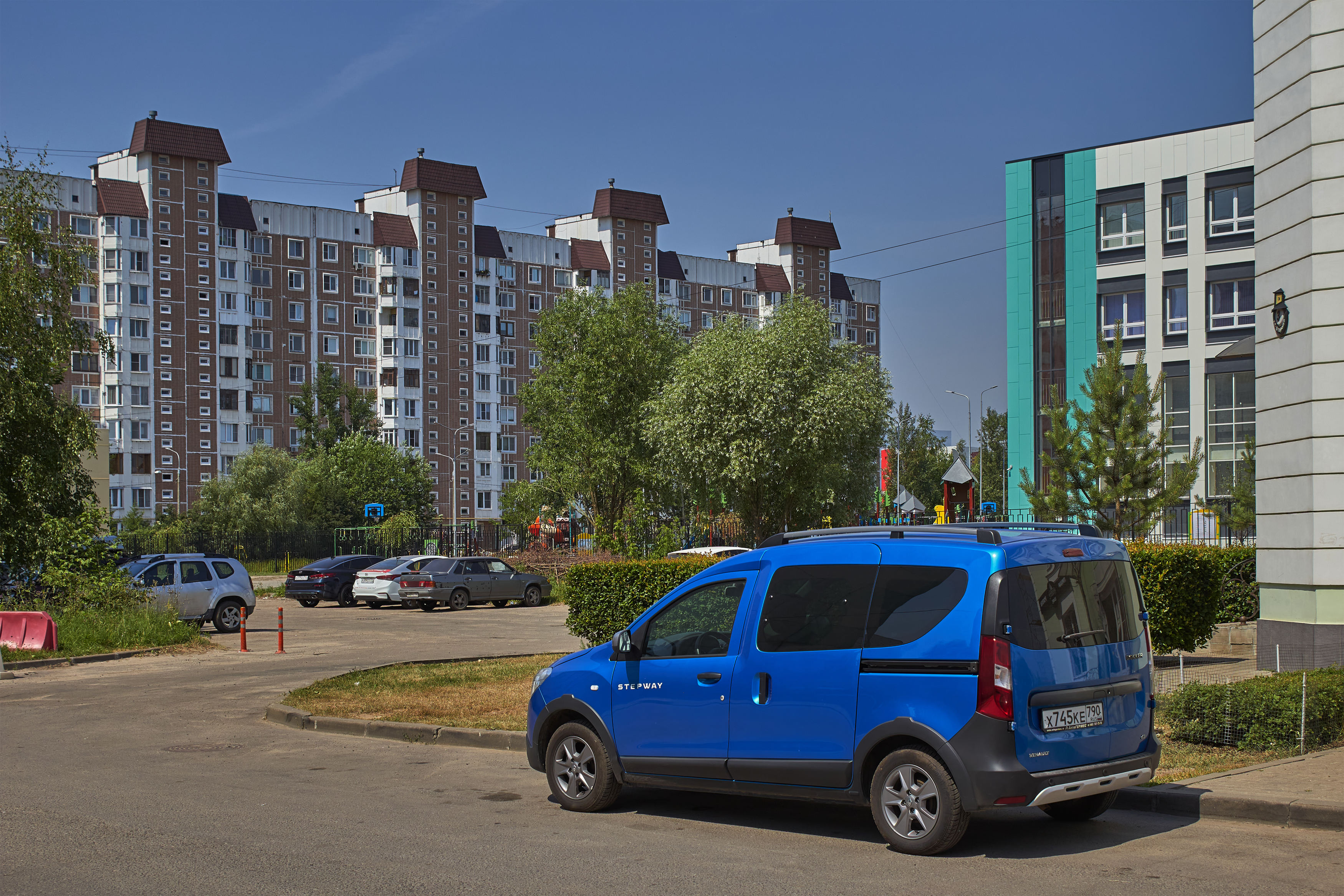
Calle Nikolai Vtorov

- Anastasia Pozdniakova, clavadista olímpica
- Vitali Proshkin, jugador de hockey sobre hielo
- Vladimir Zharkov, jugador de hockey sobre hielo[2]
- Nikolay Vtorov, industrial
- Ivan Sergeyevich Kuznetsov, arquitecto de la ciudad
- Evgeni Kovyrshin, jugador de hockey sobre hielo
- Sergei Arekayev, jugador de hockey sobre hielo

### Ciudades hermanas
Elektrostal está hermanada con:
- Pernik, Bulgaria
- Pólotsk, Bielorrusia
- Strumica, Macedonia del Norte
- Benxi, República Popular China
- Danyang, República Popular China
- Kramatorsk, Ucrania
- Kruševac, Eslovenia
- Niš, Eslovenia
- Navapólatsk, Bielorrusia
- Rostov del Don, Rusia
- Shucheng, China
- Sosnovy Bor, Rusia.